# Trochalus bicarinatus
Trochalus bicarinatus är en skalbaggsart som beskrevs av Moser 1919. Trochalus bicarinatus ingår i släktet Trochalus och familjen Melolonthidae. Inga underarter finns listade i Catalogue of Life.